# 中路 (乔治市)
5°24′54.14″N 100°19′36.13″E / 5.4150389°N 100.3267028°E
中路是马来西亚槟城州乔治市的一个主要道路，靠近光大大楼和乔治市市中心。
这条路的英文名称来自一名19世纪初的政府官员。原本是一条泥土小径，中路的东部区域现在随着城市化成为了市中心的一部分。而中路的极西部还较翠绿，还拥有一些紫檀（Angsana）树为部分道路遮荫。
中路以美食闻名，是当地民众市内旅游目的地之一，其中纽冷（英語：New Lane）就以美食街闻名。而沿路也有一些售卖『豆沙饼』的店铺。

## 名称来源
中路的英文路名以一名苏格兰人上校马卡利斯特（Norman Macalister）命名，他曾在1808年和1810年之间担任当时被称为威尔士王子岛的槟岛州长。 据信康华丽堡现时的砖结构便是在他1810年任职期间就已经完成。不过，那年年尾当他要回去苏格兰就音讯全无，而政府官员则宣称他迷失在大洋中。
而位于市區以外的中路，其中文路名的来源据信是因為从頭條路的位置上來看，中路是一条直线。而刚好中路的左边有柑仔园（路）和风车路，右边则有槟榔律和火车路，因为两边各有两条路对称，所以中路处在正中间而得名。

## 历史

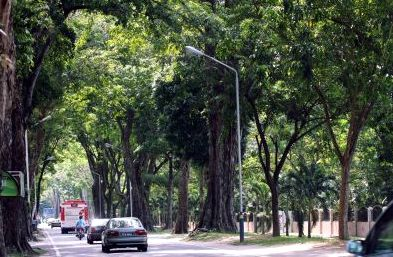
中路的西边旁有一排紫檀树。

中路在19世纪初只是一条以马卡利斯特命名的泥土小径。 后来该道路逐步扩张，最终达到现今的规模。
殖民时代时，欧洲人倾向于在中路建屋。十九世纪末，当时的槟城植物园首席园长查尔斯·柯蒂斯沿着中路西部最西端部分种植了一些紫檀。 在中路特定区域的欧洲住宅中有“Mayfair”、“Union Villa”和“Seri Teratai”，后者是槟城首席部长的官邸。 槟城圣乔治女子中学，槟城州内首屈一指的英制学校之一，便是于1954年搬迁到中路这一段。

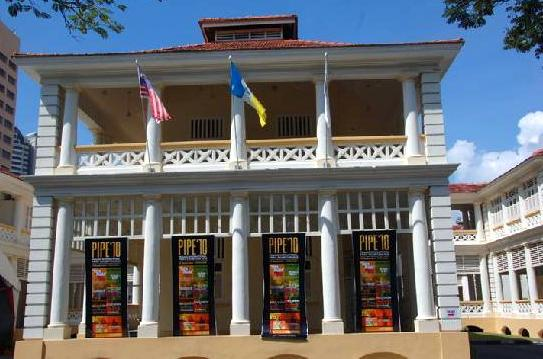
曾为「英皇爱德华七世纪念医院」，这座建筑现今已转化成槟城州博物馆及艺术馆的中路分行。

另外，完成于1915年的「英皇爱德华七世纪念医院」，便以1901年至1910年为英国君主——爱德华七世国王命名。 这个妇产科医院到1955年时才停止运作，该建筑现在是槟城州博物馆及艺术馆的中路分行。
2013年，位于中路东部的巫统大厦避雷针结构在暴风中被吹落坠地，此意外造成一名46岁的跟车员不治身亡。另外一个华裔死者林振益事后更是被避雷塔直插而下且深陷地底，令人不胜唏嘘。

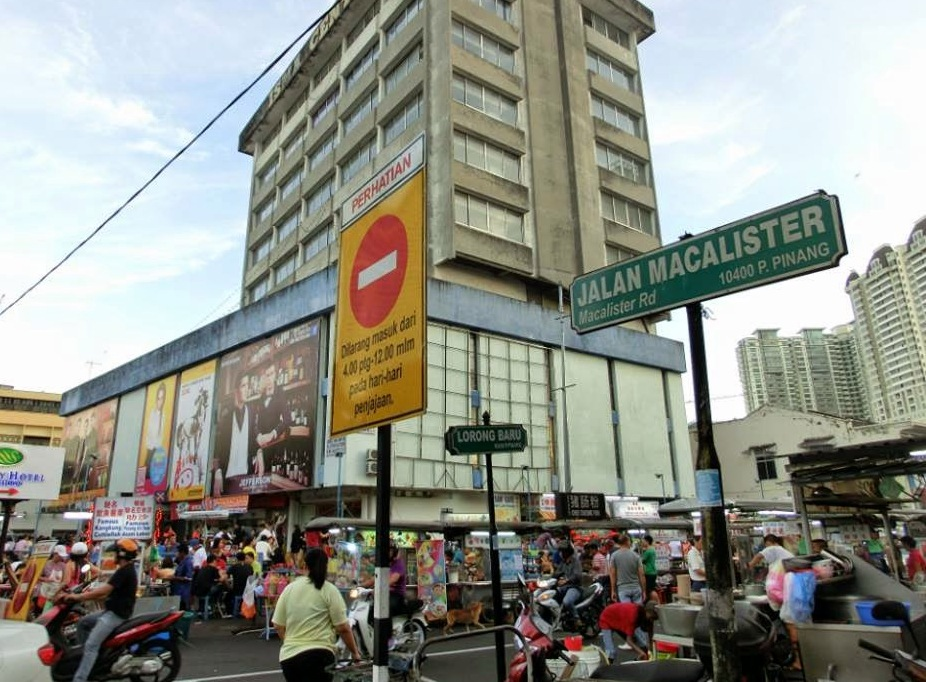
位于纽冷的纽冷美食街，每早开市至晚上10时。

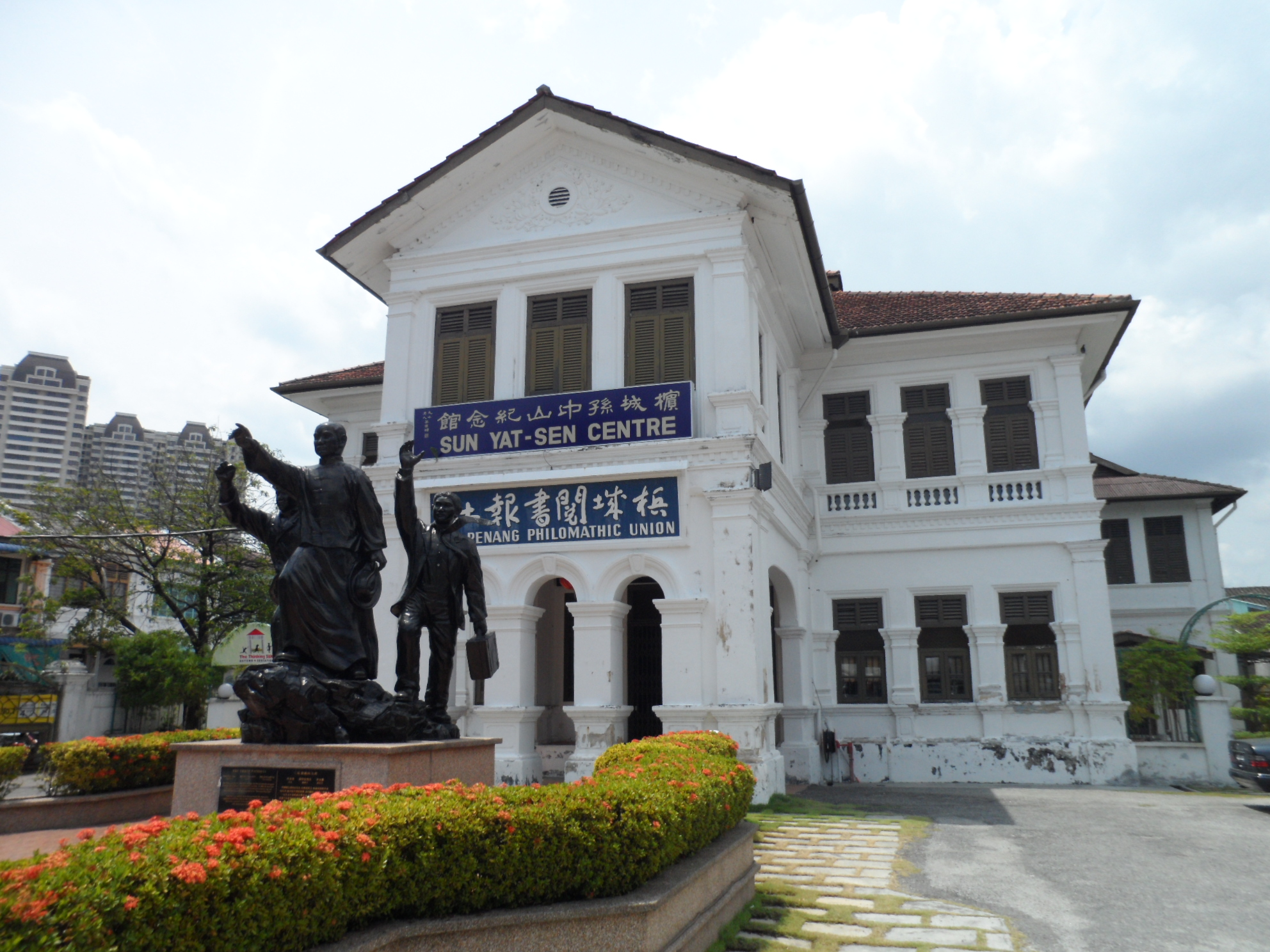
位于中路的孙中山纪念馆

## 地标
- 光大大厦
- 槟城艺术馆（槟城博物馆中路分行）(King Edward VII Memorial Hospital)
- 槟城阅书报社孙中山纪念馆
- Seri Teratai
- 圣保罗教堂（St. Paul's Church）
- Church of Our Lady of Sorrows

## 教育
- 槟城圣乔治女子中学
- St. Christopher's 国际学校

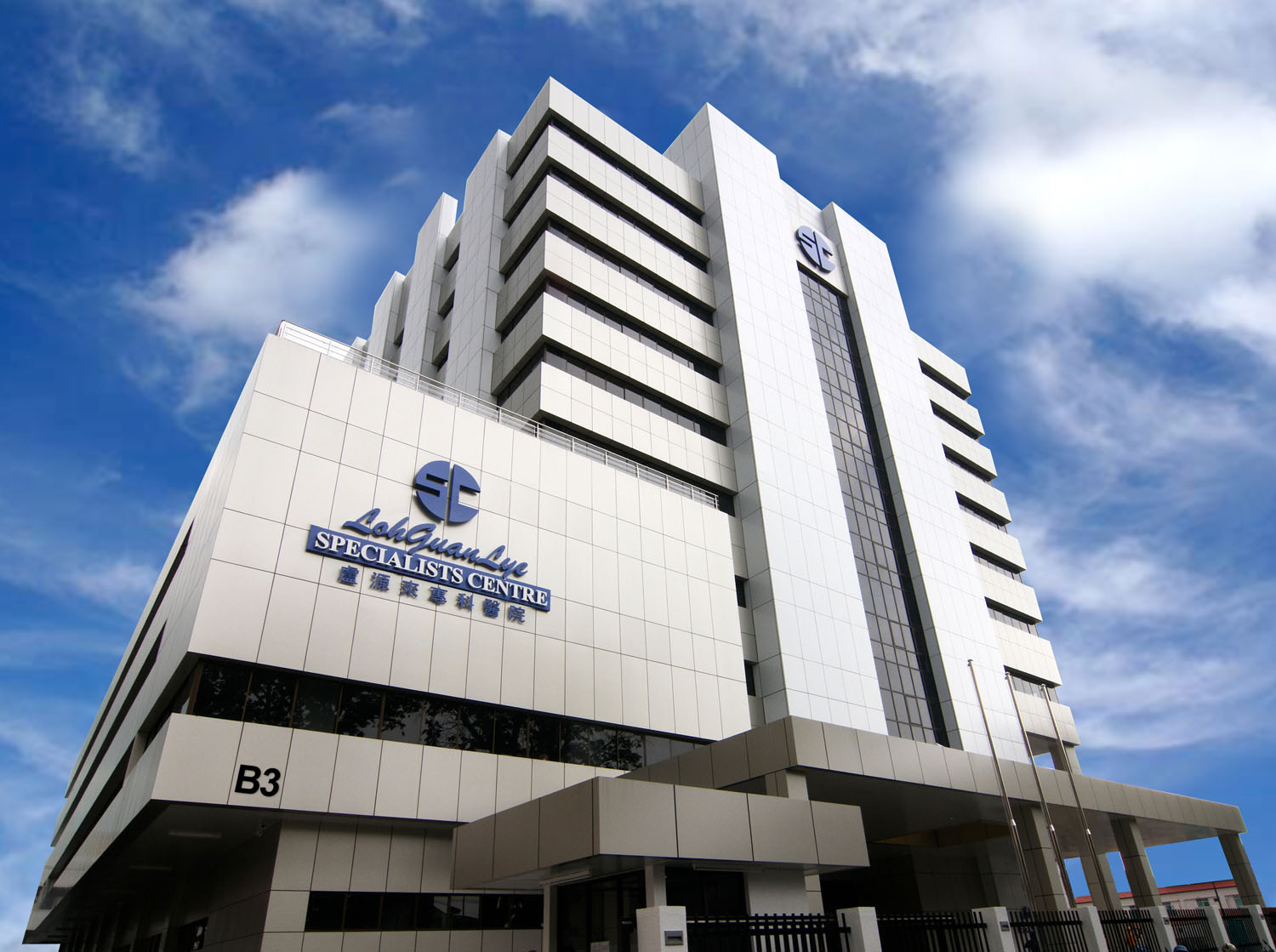
位于中路的卢源来专科医院

- 立达学院（Disted College）

## 保健
- 卢源来专科医院（Loh Guan Lye Specialist Centre）
- 槟榔医院（Island Hospital）

## 酒店
- 118 Hotel Macalister
- G-Inn
- GLOW Penang
- Macalister Mansion
  - 曾是马卡利斯特府邸，现今被改造为一间具有欧式风格的酒店。[12]
- Grand Inn
- Old Budget Hotel
- Red Rock Hotel